# Dwunastokąt

Symbol plusa może mieć kształt dwunastokąta nieforemnego – każde z czterech ramion ma po trzy odcinki

Dwunastokąt – wielokąt o dwunastu bokach.

## Dwunastokątforemny

Dwunastokąt foremny

Jego wszystkie boki są równej długości, a wszystkie kąty – równej miary (150°).

### Wzory
W poniższych równościach {\displaystyle a} oznacza długość boku dwunastokąta foremnego:
- Pole powierzchni
  - {\displaystyle P=3a^{2}\operatorname {ctg} {\frac {\pi }{12}}=3a^{2}\left(2+{\sqrt {3}}\right)=(6+3{\sqrt {3}})a^{2}\approx 11{,}1962\cdot a^{2}}

- Długość promienia okręgu opisanego na dwunastokącie foremnym:

{\displaystyle R={\frac {a{\sqrt {2}}({\sqrt {3}}+1)}{2}}}
- Długość promienia okręgu wpisanego w dwunastokąt foremny:

{\displaystyle r={\frac {a({\sqrt {3}}+2)}{2}}}

### Konstrukcja
Dwunastokąt foremny da się skonstruować klasycznie – cyrklem i linijką.

Przykładowa konstrukcja dwunastokąta foremnego